# Abnormal delgrupp
Inom gruppteori, en del av matematiken, är en abnormal delgrupp en delgrupp H av en grupp G så att varje x ∈ G befinner sig i delgruppen genererad av H och H x, där Hx betecknar konjugatdelgruppen xHx-1.

## Egenskaper
- Varje abnormal subgrupp är en självnormaliserande delgrupp, samt en kontranormal delgrupp.
- Den enda normala delgruppen som också är abnormal är gruppen själv.
- Varje abnormal delgrupp är en svagt abnormal delgrupp, och varje svagt abnormal delgrupp är en självnormaliserande delgrupp.
- Varje abnormal delgrupp är även en pronormal subgroup, och härmed även en svagt pronormal delgrupp, paranormal delgrupp och polynormal delgrupp.